# Abația Zwiefalten
Abația Zwiefalten (în germană Kloster Zwiefalten, Abtei Zwiefalten sau după 1750, Reichsabtei Zwiefalten) a fost o mănăstire benedictină situată la Zwiefalten lângă Reutlingen în Baden-Württemberg, Germania.
Mănăstirea a fost înființată în secolul al XI-lea. În anul 1525, în contextul Războiului Țărănesc German, biserica și mănăstirea au fost jefuite și distruse. Tratatul de la Speyer din 1570 a prevăzut o clauză legată de statutul special al mănăstirii, având în vedere confesiunea luterană a Casei de Württemberg.
În anul 1653 a intrat în confederația benedictină de sprijin pentru Universitatea din Salzburg.
În anul 1750 a obținut privilegiul de nemijlocire imperială, act care a conferit abatelui mănăstirii prerogativele unui șef de stat.
Abația a fost secularizată în anul 1802, iar teritoriile ei au fost încorporate în nou înființatul Regat Württemberg, un stat marionetă creat de Napoleon Bonaparte.

## Galerie de imagini

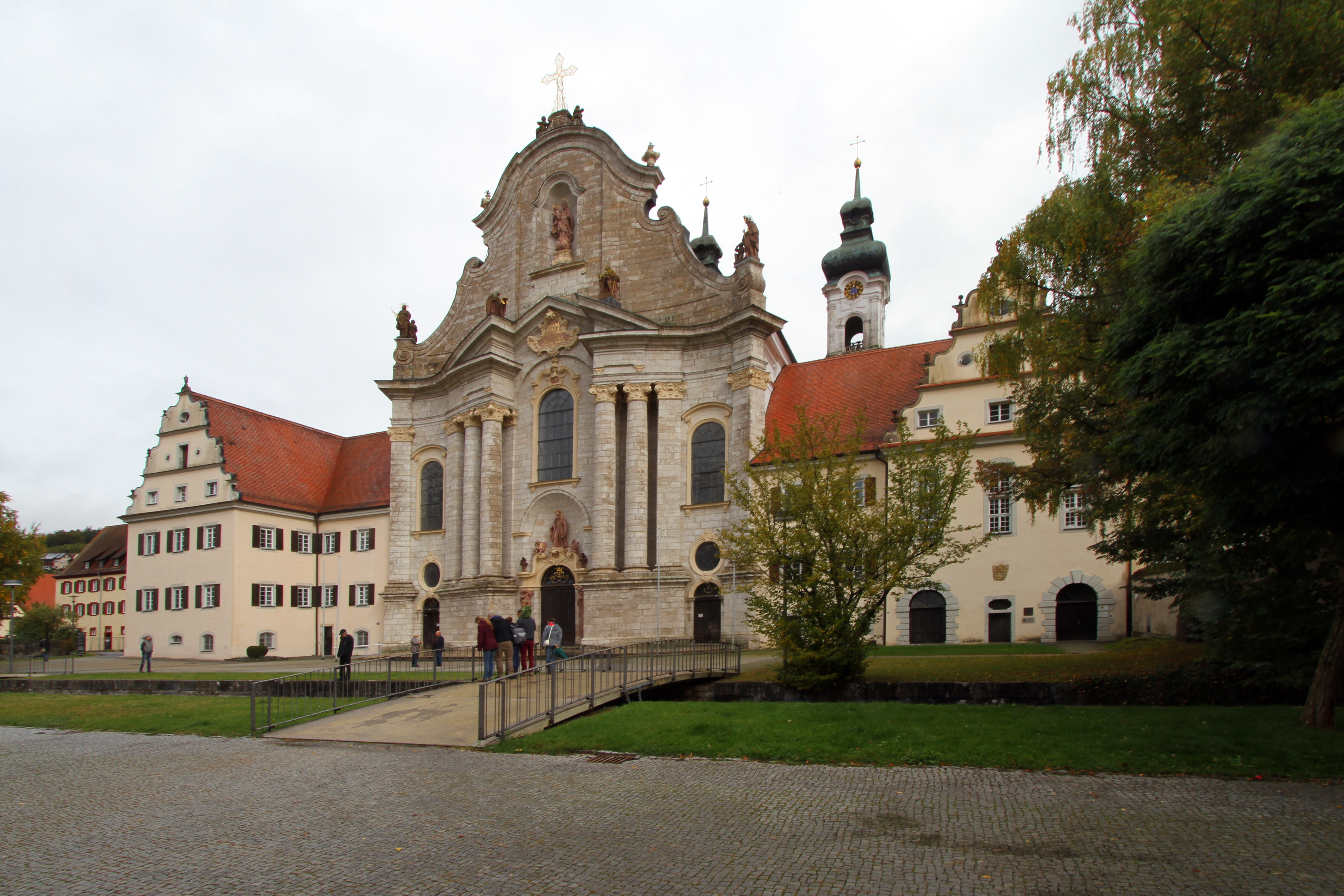
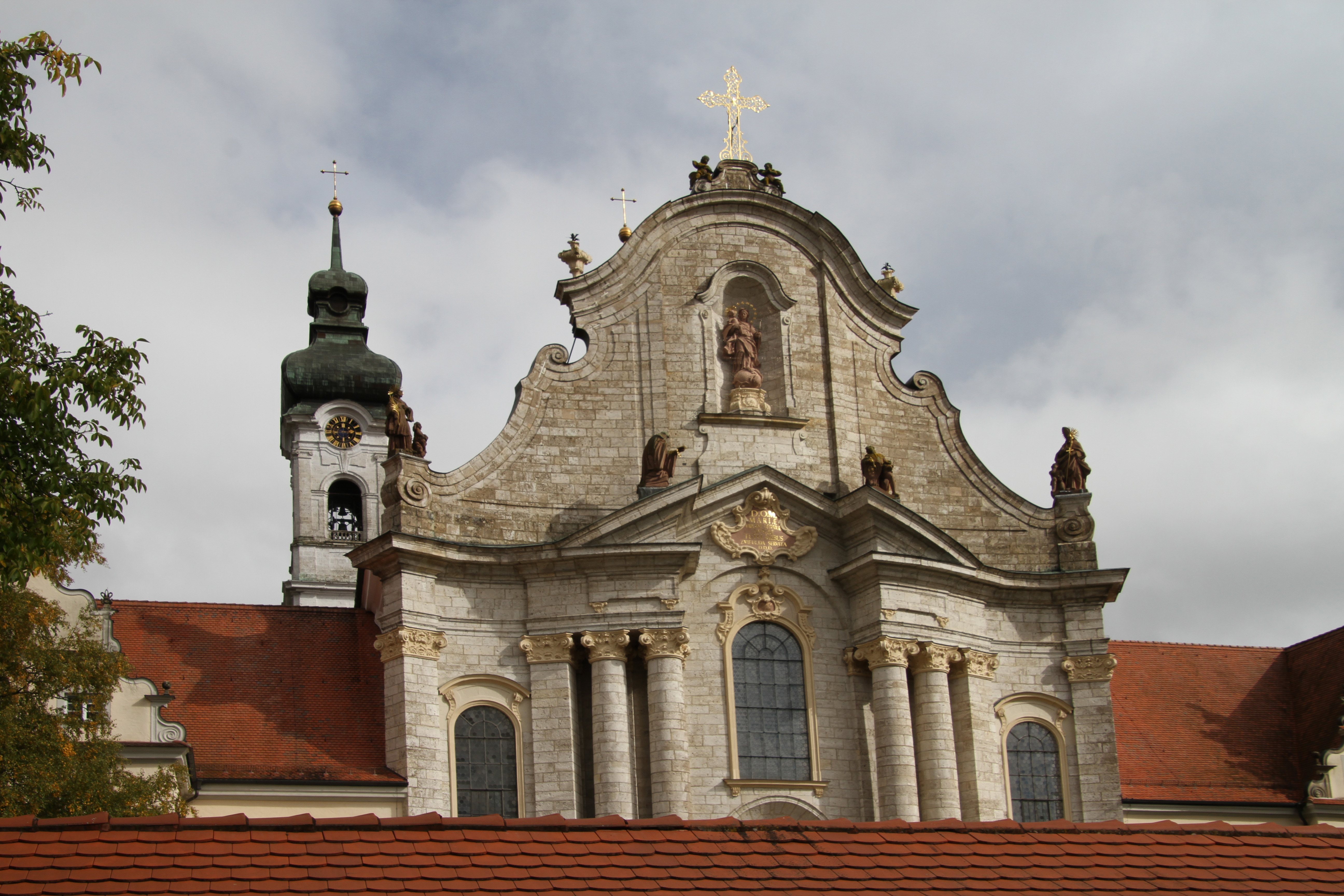
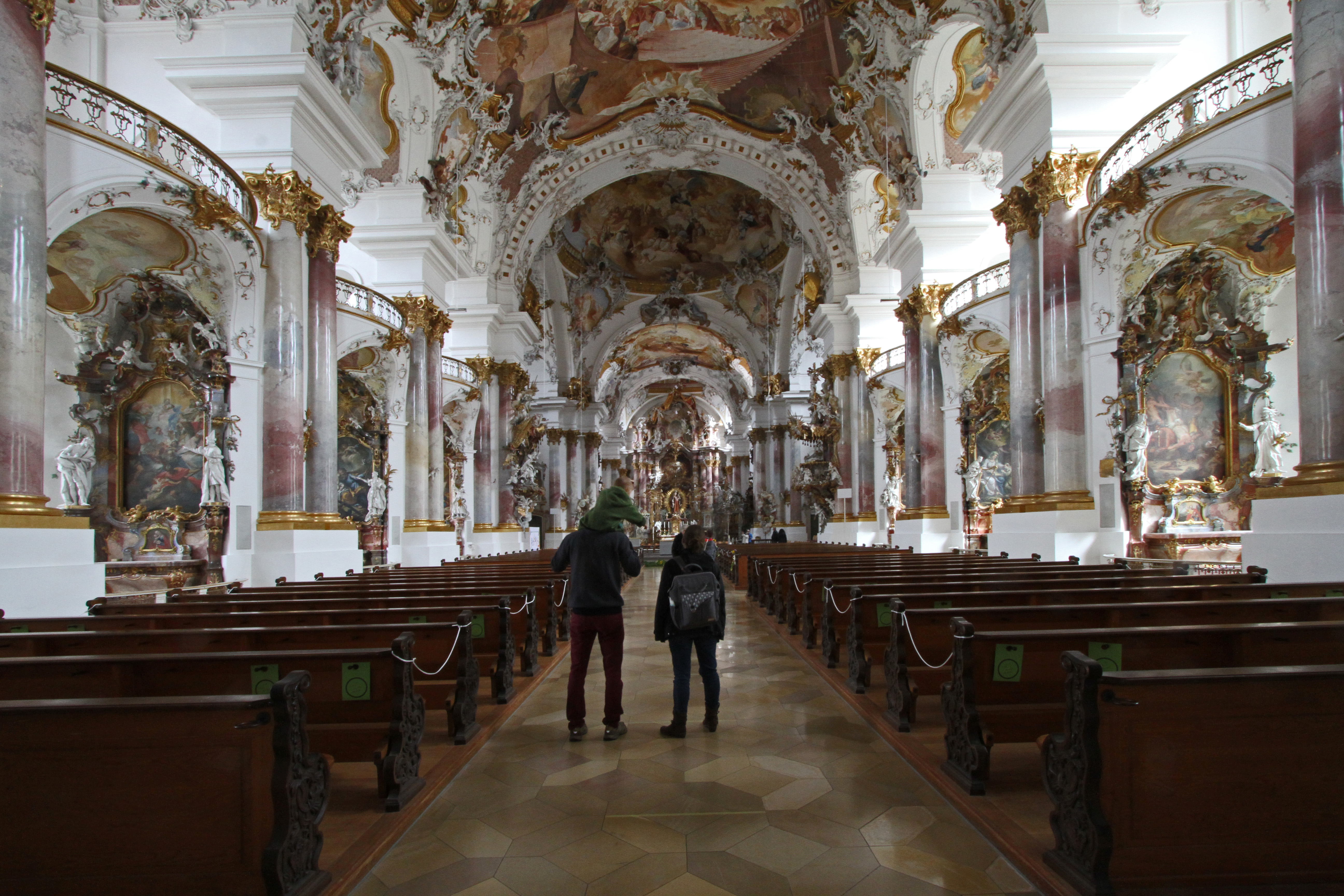
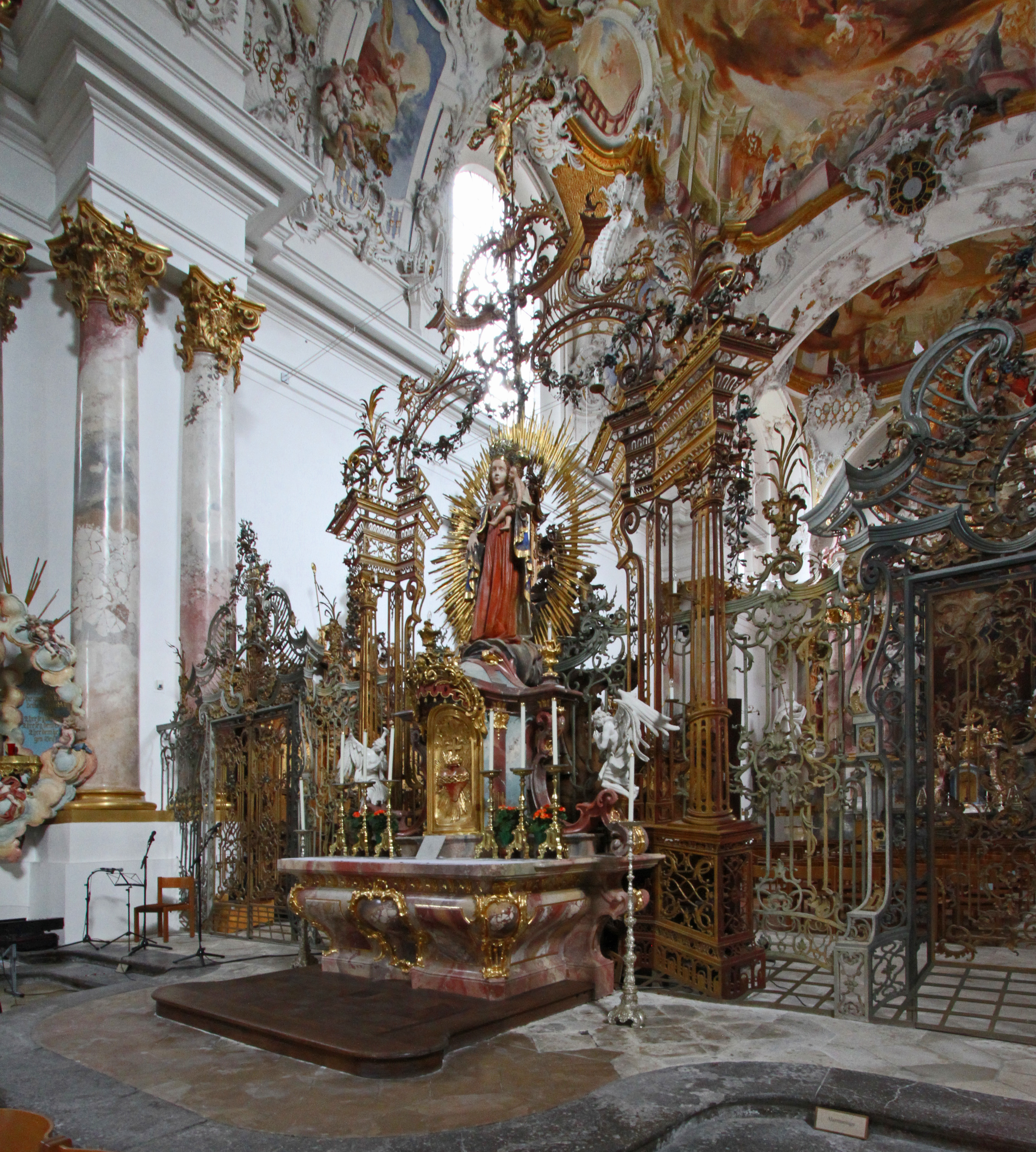
Altarul principal
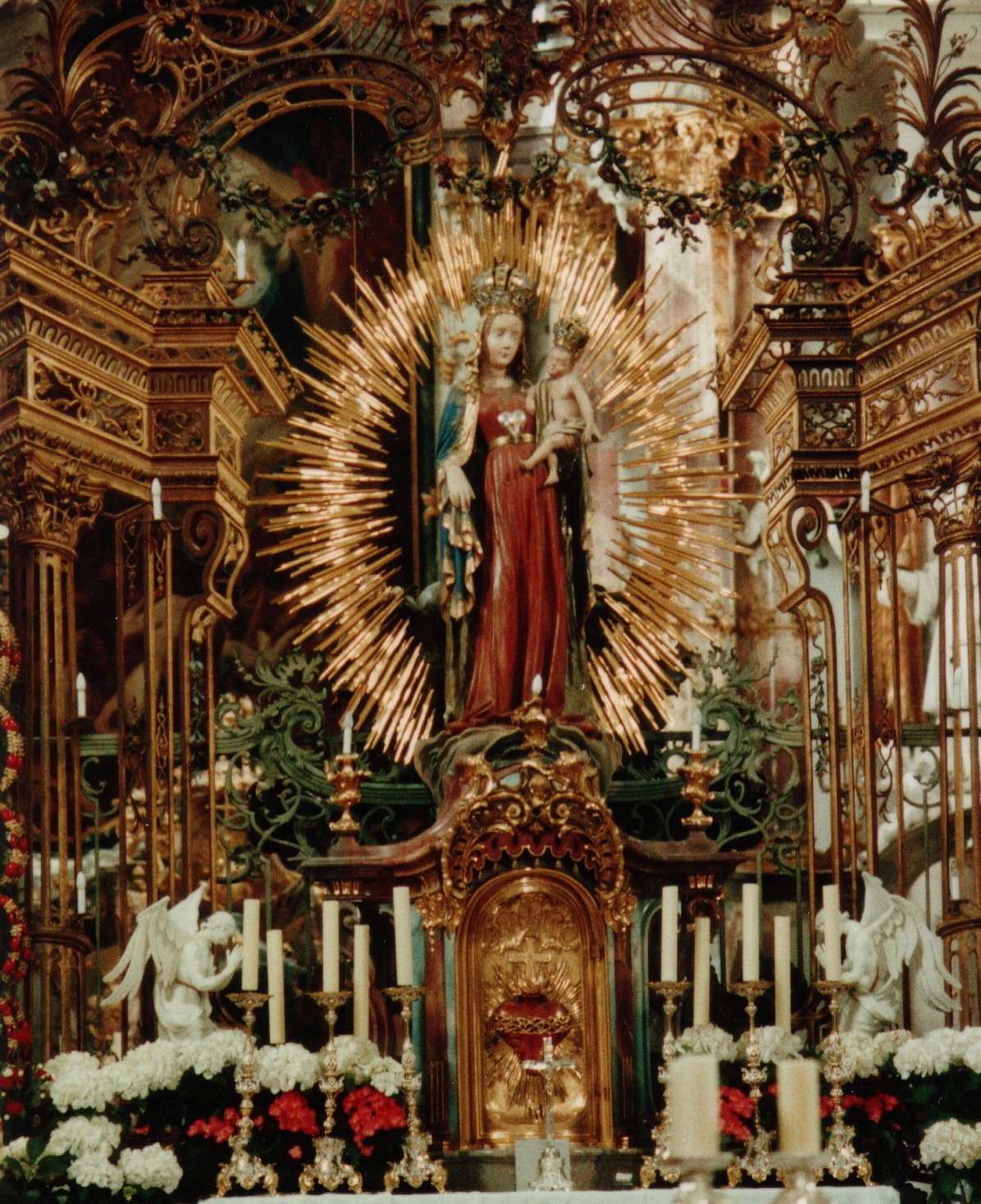
Statuia Fecioarei Maria cu pruncul Isus în mandorlă, altarul principal
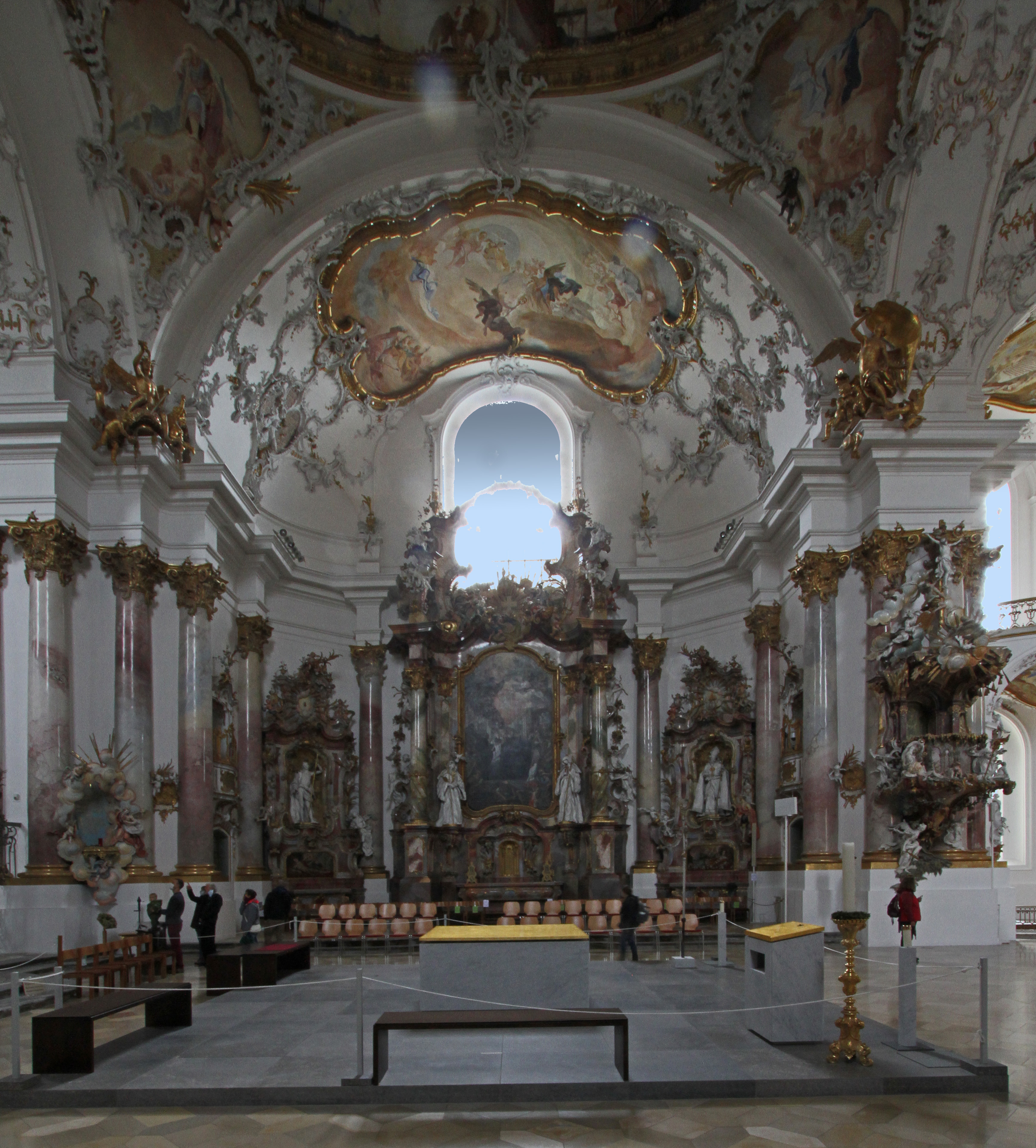
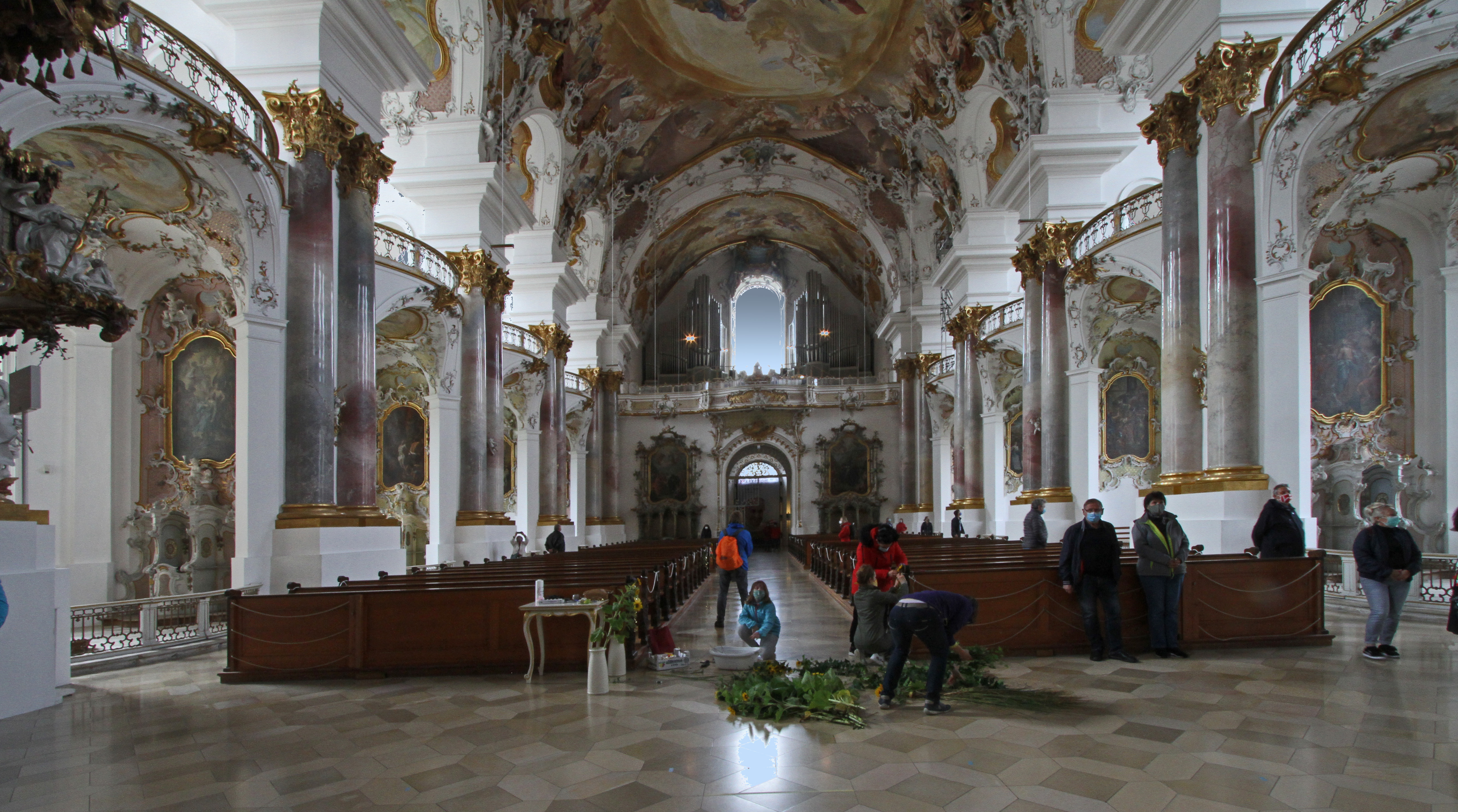
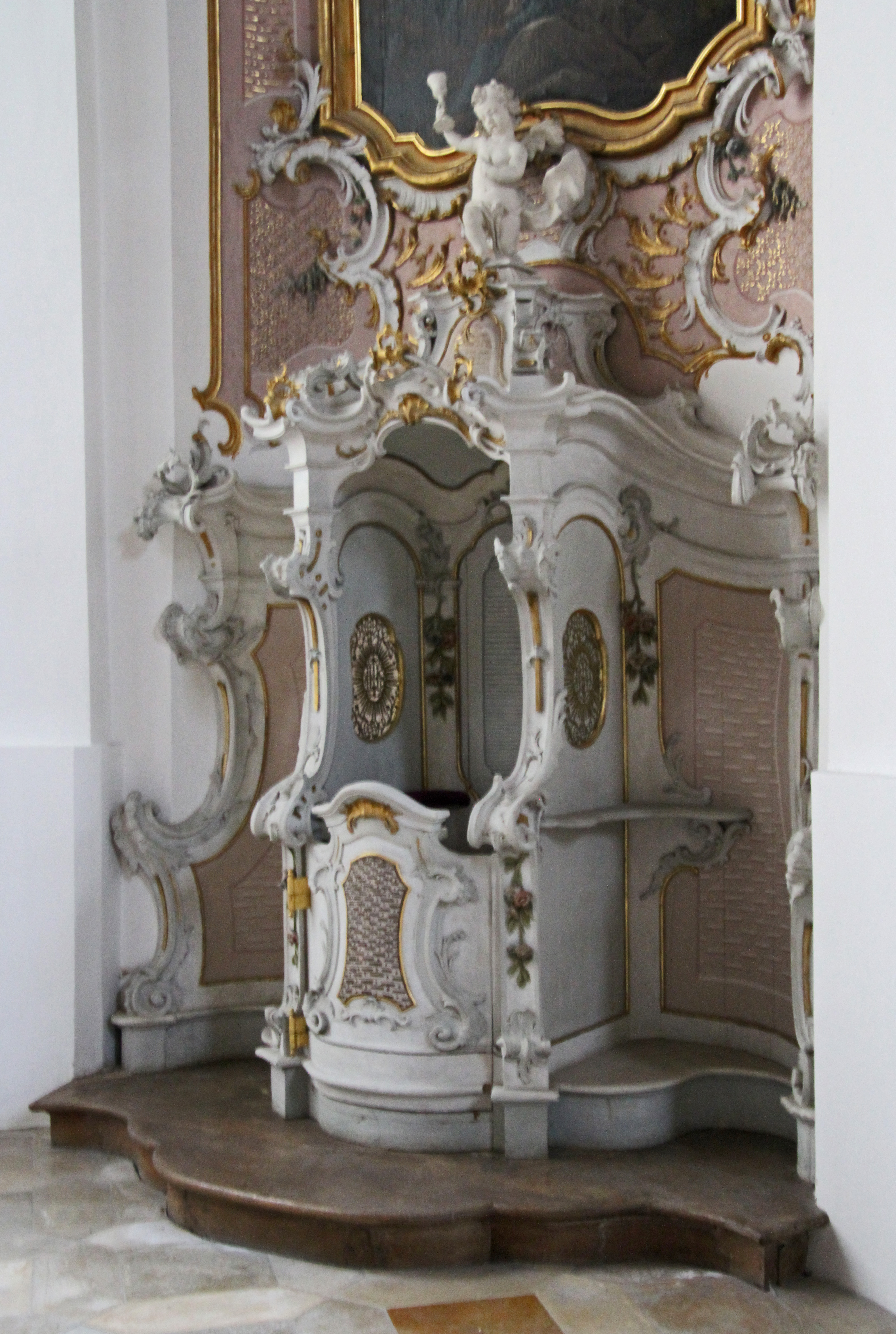